# Немсдорф-Герендорф
Немсдорф-Герендорф (њем. Nemsdorf-Göhrendorf) општина је у њемачкој савезној држави Саксонија-Анхалт. Једно је од 29 општинских средишта округа Зале. Према процјени из 2010. у општини је живјело 947 становника. Посједује регионалну шифру (AGS) 15088250.

## Географски и демографски подаци
Немсдорф-Герендорф се налази у савезној држави Саксонија-Анхалт у округу Зале. Општина се налази на надморској висини од 206 метара. Површина општине износи 17,1 km². У самом мјесту је, према процјени из 2010. године, живјело 947 становника. Просјечна густина становништва износи 55 становника/km².